# Tom Farrell (płotkarz)
Tom Farrell, właśc. Thomas Stanley Farrell (ur. 23 września 1932 w Liverpoolu) – brytyjski lekkoatleta, płotkarz i średniodystansowiec.

## Kariera sportowa
Początkowo specjalizował się w biegu na 400 metrów przez płotki. Odpadł w eliminacjach tej konkurencji na igrzyskach olimpijskich w 1956 w Melbourne. Na igrzyskach Imperium Brytyjskiego i Wspólnoty Brytyjskiej w 1958 w Cardiff odpadł w półfinale biegu na 440 jardów przez płotki (reprezentował na tych igrzyskach Anglię).
Zajął 4. miejsce w biegu na 400  metrów przez płotki na mistrzostwach Europy w 1958 w Sztokholmie.
Później startował również w biegu n 800 metrów. Wystąpił na tym dystansie na igrzyskach olimpijskich w 1960 w Rzymie, odpadając w ćwierćfinale.
Był mistrzem Wielkiej Brytanii (AAA) w biegu na 440 jardów w przez płotki w 1957, wicemistrzem w 1956 i 1958 oraz brązowym medalistą w 1955,  a także mistrzem w biegu na 880 jardów w 1960.
Dwukrotnie poprawiał rekord Wielkiej Brytanii w biegu na 400 metrów przez płotki, doprowadzając go do wyniku 51,0 s, uzyskanego 15 czerwca 1960 w Londynie.

## Rekordy życiowe
Rekordy życiowe Farrella
- bieg na 400 metrów przez płotki – 51,0 (15 czerwca 1960, Londyn)
- bieg na 440 jardów przez płotki – 52,1 (13 lipca 1957, Londyn)
- bieg na 800 metrów – 1:48,0 (2 lipca 1960, Billingham)
- bieg na 880 jardów – 1:49,3 (16 lipca 1960, Londyn)